# Fall Into Madness
Fall Into Madness är det svenska metalbandet Steel Attacks andra studioalbum. Det släpptes 2001.

## Låtlista
1. "Fall Into Madness" - 4:22
2. "The Beast" - 4:59
3. "Guardians" - 4:13
4. "Holy Swordsmen" - 5:28
5. "Judgement Day" - 5:50
6. "Wings of Faith" - 6:15
7. "Clearing the Mind" - 4:34
8. "Fireballs" - 4:31
9. "Defender of the Crown" - 5:24